# Theresa Grentz
Theresa Grentz (nacida el 14 de marzo de 1952 en Glenolden, Pensilvania) es una exjugadora y entrenadora de baloncesto estadounidense. Fue campeona del mundo como seleccionadora con Estados Unidos en el mundial de  Malasia 1990 y medalla de bronce en los Juegos Olímpicos de Barcelona 1992.